# サルバトーレ・バーニ
サルバトーレ・バーニ（Salvatore Bagni、1956年9月25日 - ）は、イタリア出身の元同国代表の元サッカー選手。ポジションはMF。
ディエゴ・マラドーナと共にナポリに初のリーグ制覇をもたらした。またジェンナーロ・ガットゥーゾのアイドルであり、大きな影響を与えた選手であった。

## タイトル

### インテル
- コッパ・イタリア (1981-82)

### ナポリ
- セリエA : (1986-87)
- コッパ・イタリア： 1986-87

## 代表歴
- イタリア代表　1981-87
  - 代表通算：41試合出場 4得点